# Parabank
Para — открытое акционерное общество (ОАО), действовавшее в Азербайджане в 1991-2016 годах как банк под названием «Parabank», а с 2016 года как "небанковская кредитная организация" (НКО) под названием Parabokt.
Parabank был одним из первых банков, созданных в 1991 году во время восстановления государственной независимости Азербайджана.
В 2016 году Parabank пересмотрел свою стратегию и возобновил деятельность по лицензии «Небанковской кредитной организации». Он повторно запустил свою услугу под торговой маркой «Para» под названием PARABOKT.
Таким образом, впервые в Азербайджане банк был преобразован в другую кредитную организацию - НКО.
ParaBOKT - специализированная кредитная организация, которая предоставляет займы на основании специального соглашения (лицензии) и осуществляет деятельность, предусмотренную Законом Азербайджанской Республики  «О небанковских кредитных учреждениях».
ОАО Para является учредителем ООО Процессинговый Центр MilliKart,  который был учрежден Центральном Банком Азербайджана в 2006 году и впоследствии продан банкам.

## История

### Как банк
Банк начал развивать и расширять свою сеть в 1990-х годах и был избран членом Ассоциации Коммерческих Банков и Interbank валютно-обменных организаций.
В 2003 году «PricewaterhouseCoopers» проверила годовой отчет «Parabank»  и подтвердила его соответствие международным стандартам МСФО. Позже «Parabank» стал одним из основателей Процессингового центра Милликарт и был избран членом международной платежной системы Visa.
«Parabank» был избран официальным представителем системы денежных переводов Western Union в Азербайджане и сумел наладить эту систему денежных переводов в 26 банках страны, в том числе в 140 пунктах Азерпочт.
Аналитическая группа информационного агентства Report подготовила рейтинг действующих в Азербайджане банковских организаций по количеству клиентов на 1 октября 2015 года. «Parabank» занял 5-е место с 105 811 клиентами.
Лицензия ОАО «Parabank» была отозвана (отменена) решением совета директоров Палаты по надзору за финансовыми рынками (ПНФР) Азербайджана от 21 июля 2016 года, и согласно решению суда от 22 июля Фонд Страхования Вкладов (ADIF) назначен ликвидатором банка.
Палата обратилась в Бакинский административно-экономический суд № 1 о принудительной ликвидации ОАО «Parabank»  и назначении ликвидатором банка Фонда Страхования Вкладов с 24 июля 2016 года.
Палата обратилась в Бакинский административно-экономический суд № 1 о принудительной ликвидации ОАО Parabank и назначении Фонда страхования вкладов ликвидатором банка с 24 июля 2016 года. Суд удовлетворил ходатайство. Неудовлетворенный этим решением вкладчик-владелец ОАО  «Parabank»  Хабиб-Заде Вафа Хабиб оглу подал апелляционную жалобу. 
Фонд выплатил 43 миллиона манатов компенсации по застрахованным вкладам.
Обязательства ОАО "Parabank" перед юридическими и физическими лицами на сумму 39 миллионов манатов выполнены, а остальные обязательства урегулированы по согласованию с кредиторами.

### Как НБКО
В 2016 году Фонда Страхования Вкладов и акционеры Parabank договорились о преобразовании банка в небанковская кредитная организация (НКО) и обратились в Палаты по надзору за финансовыми рынками (ПНФР).
После получения первоначального согласия ПНФР на этот вопрос Фонд 22 августа 2016 года обратился в суд с просьбой преобразовать банк в НКО , и это заявление было удовлетворено решением суда от 31 августа 2016 года. Устав Para НКО зарегистрирован 2 декабря 2016 года.
Решением суда от 9 февраля 2017 года процесс принудительной ликвидации «Parabank» был приостановлен, а деятельность Фонда как ликвидатора прекращена. 9 марта 2017 года Компания обратилась в ПНФР за специальным разрешением для начала работы в качестве НКО.
Решением Совета директоров ПНФР от 30 марта 2017 года ОАО «Para небанковская кредитная организация» (НКО) выдана лицензия на выдачу кредитов с правом приема залоговых депозитов.
ПНФР, в соответствии со статьей 11.3 Закона Азербайджанской Республики «О небанковских кредитных организациях» и статьей 5.3.20 Устава ПНФР,  выдал ОАО «Para» НБКО лицензию на выдачу кредитов с правом принятия залога депозиты. Таким образом, банк впервые был преобразован в другую кредитную организацию - небанковскую кредитную организацию. На заседании Совета директоров также рассмотрено заявление ОАО Para НБКО об открытии 20 филиалов для формирования сервисной сети и принято положительное решение о выдаче соответствующих разрешений.
В сентябре 2019 года изменилось распределение акций акционеров небанковской кредитной организации (НБКО) ОАО «Para».

## Ссылка
- parabokt.az — официальный сайт Parabank
- Официальная страница Parabank в социальной сети Facebook
- Parabank на сайте Instagram
- YouTube
- Parabank в X
- Parabank onlayn ödəmə xidmətini istifadəyə verib
- "Parabank"dan "Nikoil Bank"a transferlər davam edir
- 'Parabank' kredit təşkilatı oldu